# كارلوس مونتيرو
كارلوس مونتيرو (بالإسبانية: Carlos Montero)‏ هو صحفي وكاتب أرجنتيني، ولد في 20 مارس 1963 في بوينس آيرس في الأرجنتين.